# Ammodaimon acares
Ammodaimon acares là một loài ruồi trong họ Asilidae. Ammodaimon acares được Londt miêu tả năm 1985. Loài này phân bố ở vùng nhiệt đới châu Phi.